# Меринґія
Меринґія (Moehringia) — рід квіткових рослин родини гвоздикових (Caryophyllaceae). Членів цього роду та деяких інших родів Caryophyllaceae зазвичай називають пісколюбами.  Вони зустрічаються лише на півночі помірної зони. Рід Moehringia вперше офіційно назвав Карл Лінней у 1753 році. Названо на честь німецького натураліста Пауля Мерінґа (1710–1792).
Його типовим видом є меринґія мохувата (Moehringia muscosa). До 1992 року було визнано 31 вид. У 2007 році Фіор і Каріс перенесли чотири види з Moehringia до Arenaria, залишивши Moehringia з 27 видами. M. fontqueri, M. intricata, M. tejedensis і M. glochidisperma були перейменовані відповідно на A. funiculata, A. suffruticosa, A. tejedensis і A. glochidisperma.

## Види
Види включають:
- Меринґія південнобузька (Moehringia hipanica)
- Меринґія бокоцвіта (Moehringia lateriflora)
- Moehringia macrophylla
- Меринґія мохувата (Moehringia muscosa)
- Меринґія трижилкова (Moehringia trinervia)
- Moehringia villosa
- та ще 21